# Neville Price
Neville Graham Price (* 1. Juni 1929 in East London, Kapprovinz; † 28. Dezember 1980 in Johannesburg) war ein südafrikanischer Weitspringer.
1950 siegte er bei den British Empire Games in Auckland im Weitsprung und wurde Siebter im Dreisprung.
Bei den Olympischen Spielen wurde er 1952 in Helsinki Elfter und 1956 in Melbourne Siebter.
1954 wurde er US-Hallenmeister. Seine persönliche Bestleistung von 7,87 m stellte er am 3. Dezember 1955 in Bloemfontein auf.